# Monte Rotondo (Korsika)
Monte Rotondo (korsisch: Monte Ritondu) ist ein 2622 m hoher Granitgipfel mitten auf der Insel Korsika. Mit dieser Höhe ist er nach dem Monte Cinto der zweithöchste Berg auf Korsika. 